# Corpus der minoischen und mykenischen Siegel

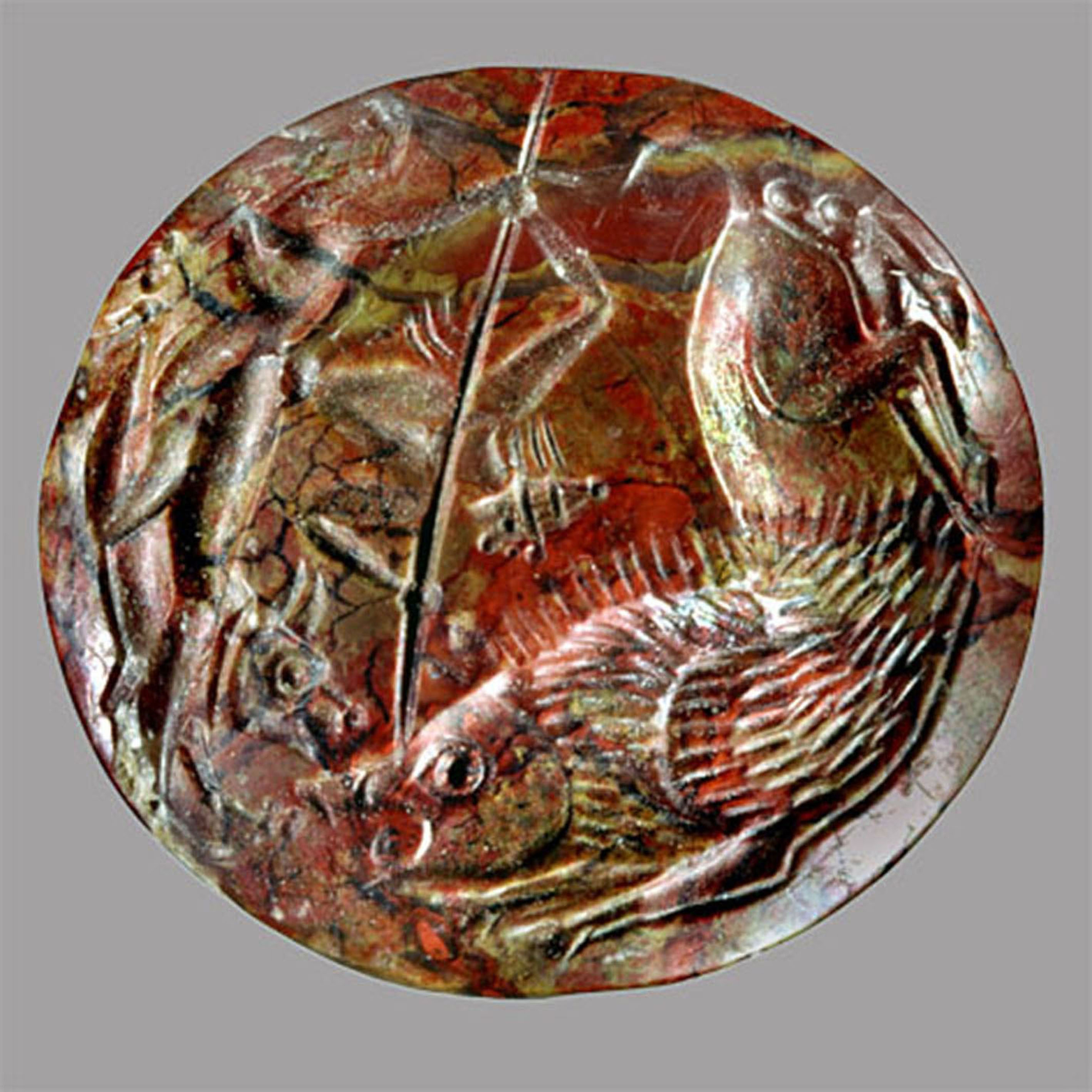
Siegel mit Eberjagd, linsenförmig, rot-gelb gefleckter Jaspis, Durchmesser ca. 2,4 cm, um 1500 v. Chr., aus einem Grab bei Pylos

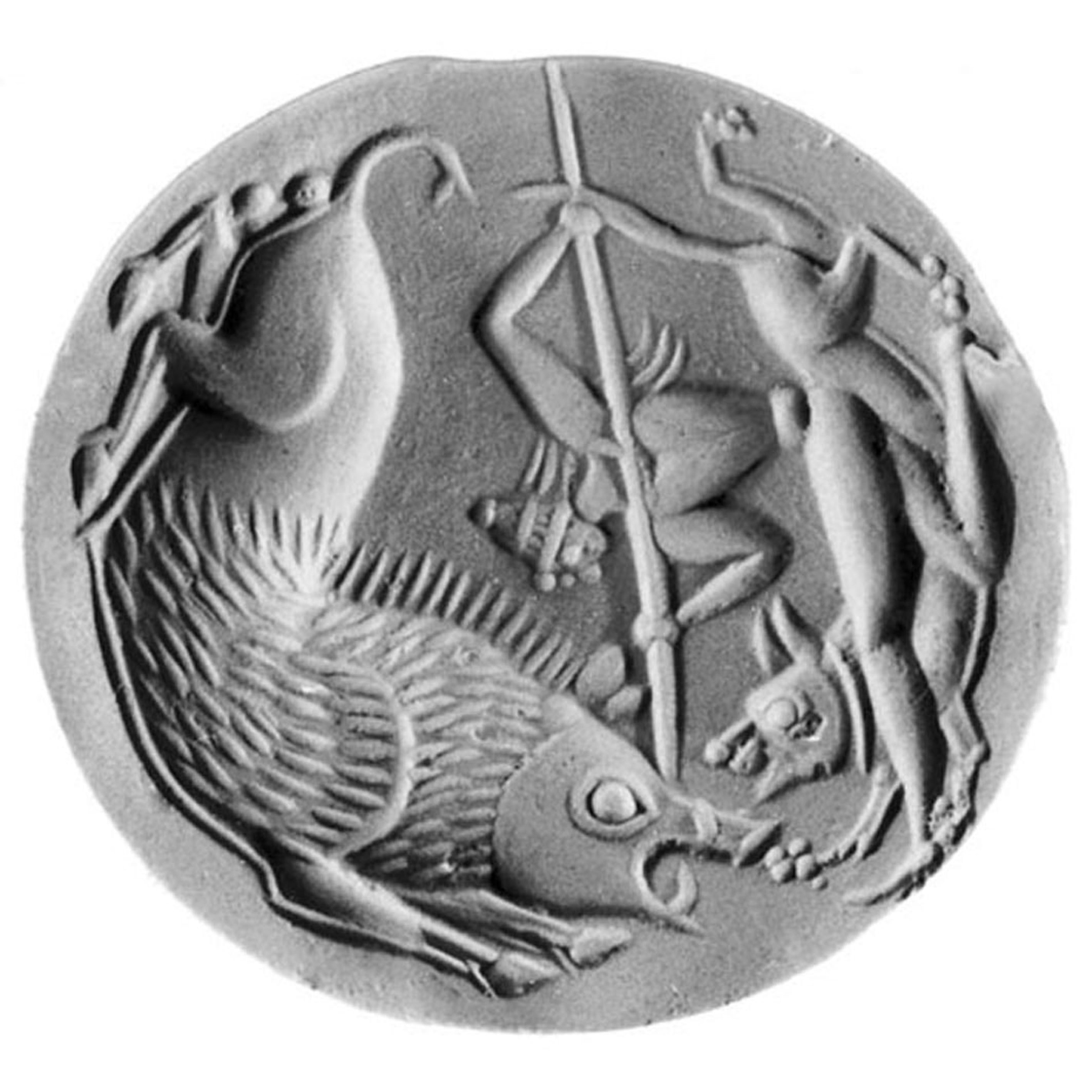
Abdruck des Siegels

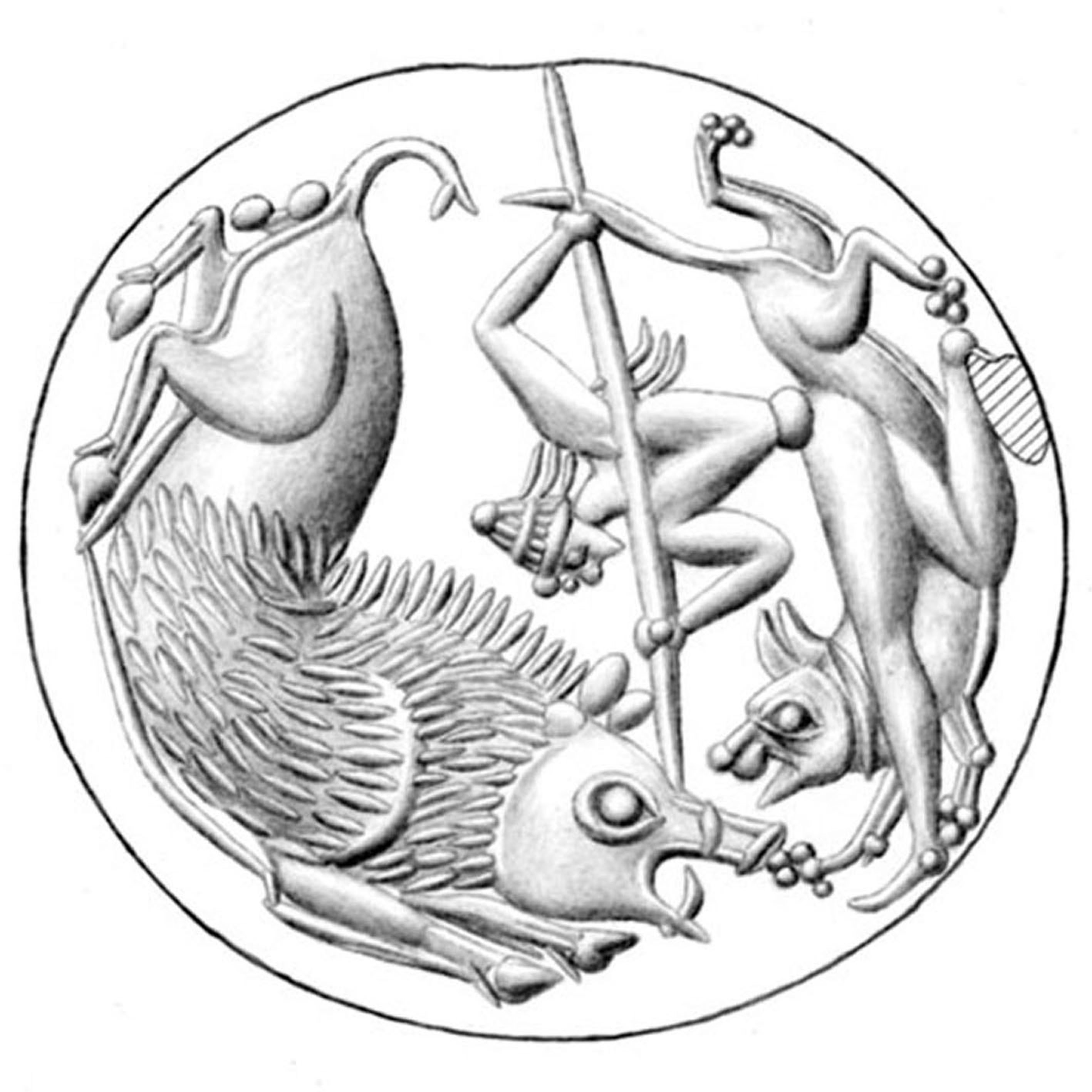
Zeichnung des Siegels

Das Corpus der minoischen und mykenischen Siegel (CMS) ist ein Forschungsprojekt zur Sammlung und Edition aller minoischen und mykenischen Siegel. Von 1958 bis 2011 als Forschungsstelle der Akademie der Wissenschaften und der Literatur, Mainz, in Marburg angesiedelt, hat das Projekt seit 2011 seinen Sitz am Institut für Klassische Archäologie der Universität Heidelberg. Derzeitiger Leiter des Corpus ist Diamantis Panagiotopoulos.

## Corpus
Das Corpus verfügt über umfangreiche Archive mit Fotos der Originale und Abdrücke sowie der Motivzeichnungen und über ein nahezu vollständiges Abdruckarchiv. Studierenden stehen die publizierten Stücke in den Archiven zu Forschungszwecken zur Verfügung.
Für die Erforschung der minoisch-mykenischen Kultur stellen die Gemmen und Siegelabdrücke auf antiken Tonplomben mit ihren vielfach figürlichen Darstellungen eine primäre Bildquelle dar. Da sie über zahlreiche Museen und Sammlungen Europas und Amerikas verstreut aufbewahrt werden, begründete Friedrich Matz 1958 in Marburg das Corpus der Minoischen und Mykenischen Siegel. Heute enthalten die Archive des Corpus etwa 100.000 Negative, 9.000 Abdrücke und 7.500 Motivzeichnungen. Das Publikationswerk umfasst 25 Katalog- und Supplementbände, die im Druck vorliegen. Von jedem Siegel werden Fotos des Originals, eines modernen Abdrucks sowie eine Motivzeichnung in vergrößertem Maßstab wiedergegeben. Ergänzt werden die Abbildungen durch Beschreibungen und die Bibliographie. Sämtliche Fotos und Zeichnungen (etwa 45.000 Scans) sind in einer Datenbank erfasst. Bislang wirkten mehr als 130 Forscher aus 13 Ländern am Unternehmen mit, aus Deutschland Archäologen wie Arne Eggebrecht, Manfred Korfmann, Wolf-Dietrich Niemeier, Gisela Salies und Dietrich Sürenhagen.
2011 wurden die Datenbanken des Corpus in die Objektdatenbank Arachne des Deutschen Archäologischen Instituts integriert und ist seither Teil eines aufwändigen Online-Retrievalsystems. Diese enthält außerdem die wichtigsten Informationen über jedes Siegel und soll kombinierte Abfragen aller eingegebenen Daten ermöglichen. Die Ergebnisse wissenschaftlicher Forschungen auf dem Gebiet der bronzezeitlichen ägäischen Glyptik wurden in bislang neun Beiheften zum CMS zusammengefasst.

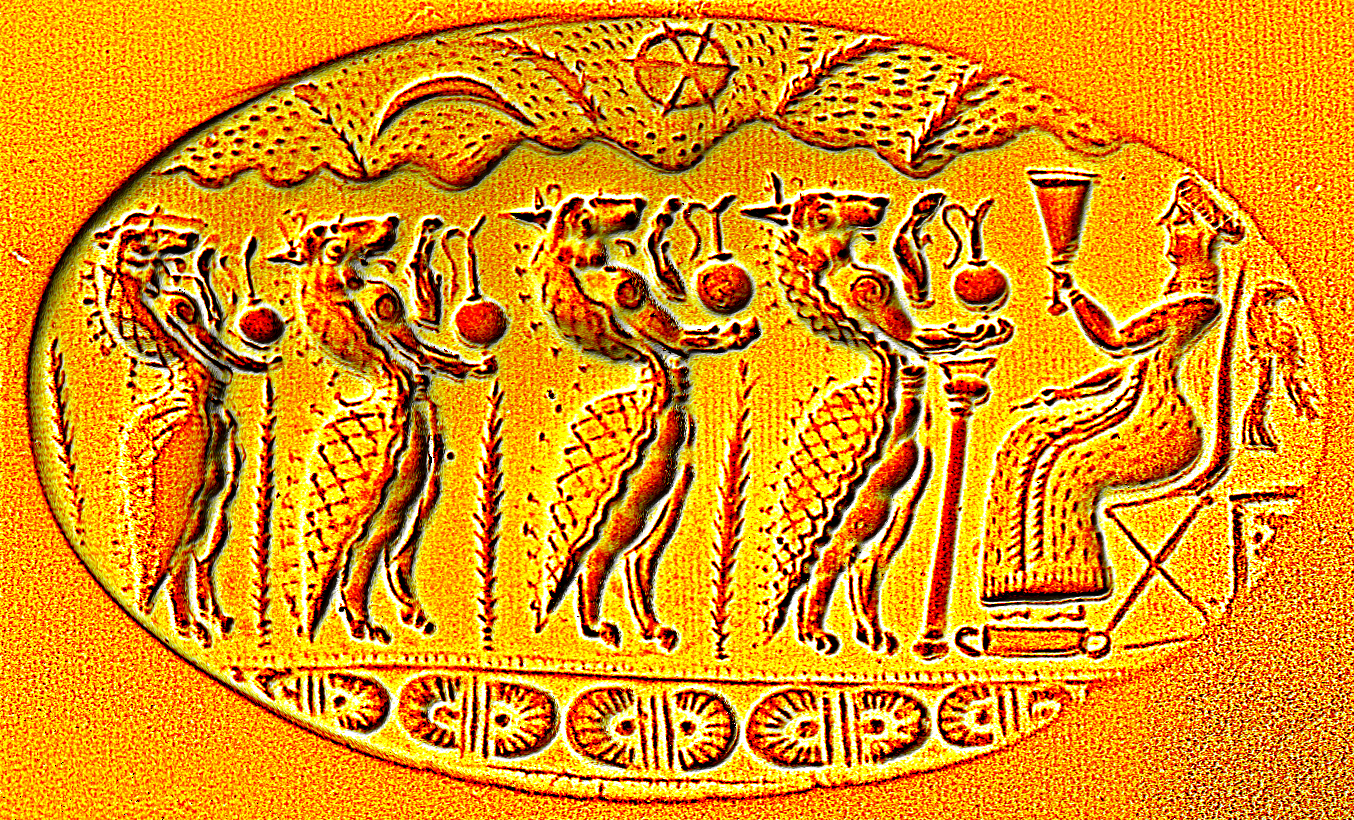
Visualisierung des 3D-Scans des Siegelabdrucks CMS I 179 mit GigaMesh

2016 wurde in dem DFG-Projekt Minoan glyptic between traditional recording and 3D-forensic studies: A multidisciplinary documentation of 900 unpublished seals from the Archaeological Museum of Heraklion die hoch-auflösende optische 3D-Messtechnik zur Dokumentation und das GigaMesh Software Framework zur Analyse eingesetzt. Darauf aufbauend ist das 2019 gestartete BMBF-Projekt in der eHeritage II Förderline zur Erschließung und Kontextualisierung von ägäischen Siegeln und Siegelabdrücken mit 3D-Forensik (ErKon3D) in dem digitale Methoden zum Vergleich von Siegeln zur Bestimmung der Siegelpraxis entwickelt und zur Analyse genutzt wurden.
Die meisten minoischen Siegel und Siegelabdrücke auf antiken Tonplomben befinden sich heute im Archäologischen Museum von Iraklion auf Kreta. Eine große Anzahl mykenischer Siegel wird im Archäologischen Nationalmuseum (Athen) aufbewahrt.
Mit dem altersbedingten Ausscheiden von Walter Müller, der in Nachfolge von Ingo Pini von 2003 bis 2011 Leiter der Arbeitsstelle war, wurde der Sitz des Corpus an das Institut für Klassische Archäologie der Universität Heidelberg verlegt. Dort wird es von Diamantis Panagiotopoulos und Maria Anastasiadou geleitet.
Herausgeber des CMS
- 1958–1973: Friedrich Matz
- 1964–1967: Hagen Biesantz
- 1969–2003: Ingo Pini
- 2003–2011: Walter Müller

## Weitere Siegel

Siegel mit Hirsch, Löwenbein und 8-förmigem Schild (um 1500 v. Chr., Akropolis von Mykene)
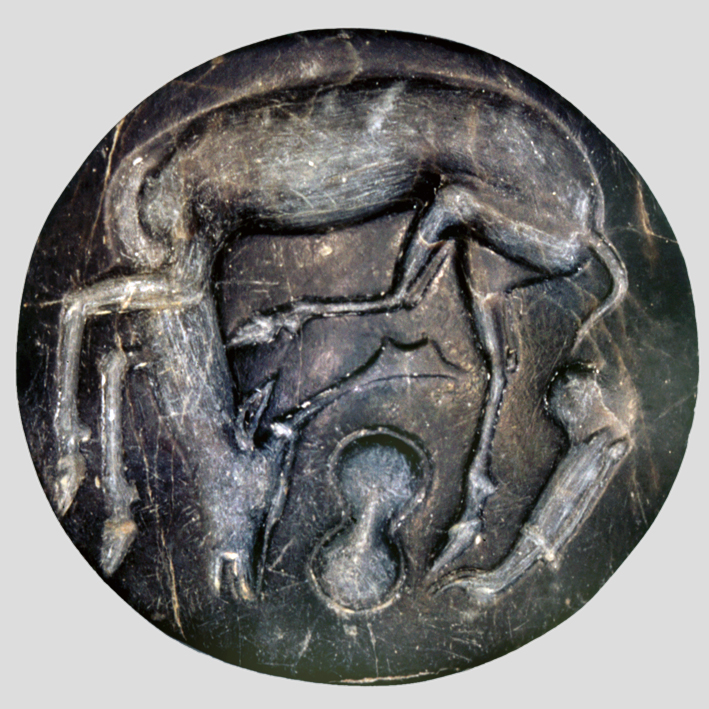
Linsenförmiger, harter, grau-grüner Stein, ⌀ 2,0 cm
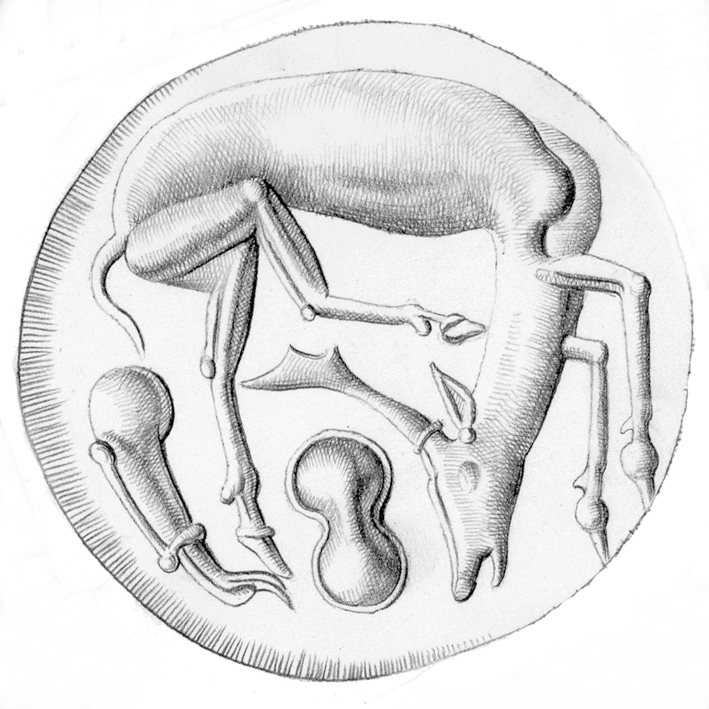
Zeichnung des Siegels
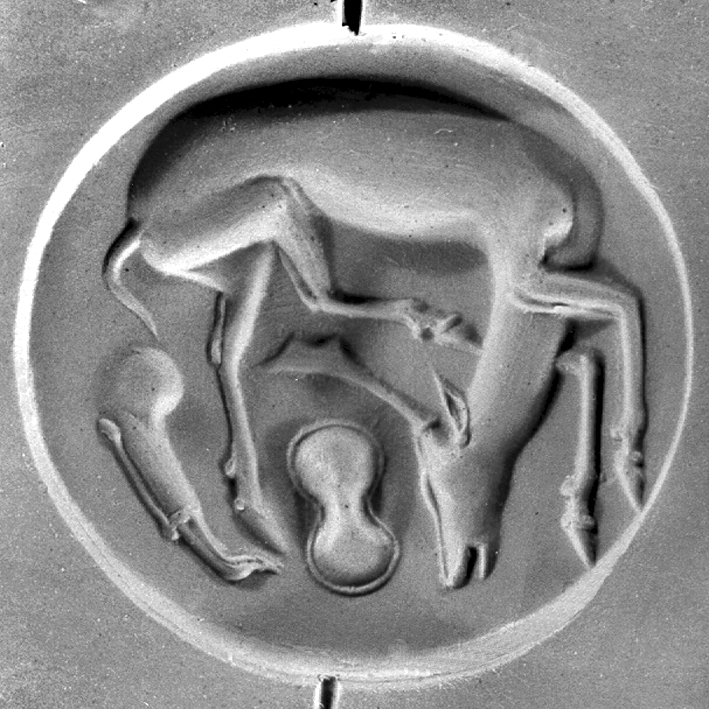
Abdruck des Siegels

Kretische Hieroglyphen, Seite eines vierseitigen Siegels (um 1800 v. Chr., unbekannte Herkunft)
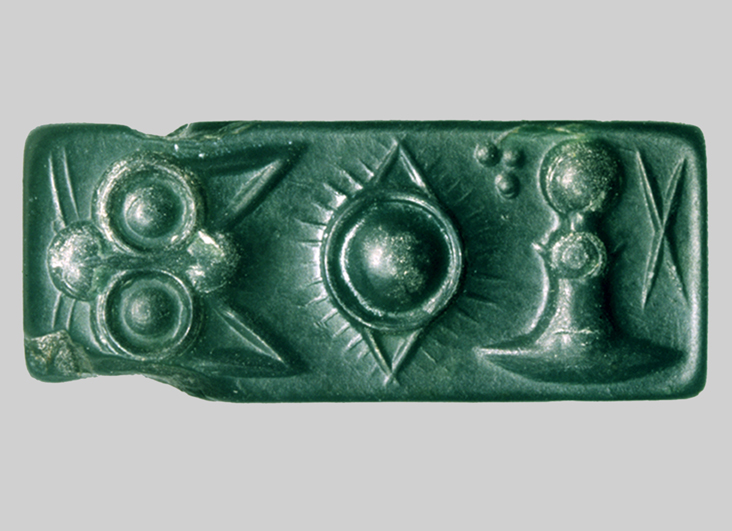
Grüner Jaspis, L. 1,6 cm
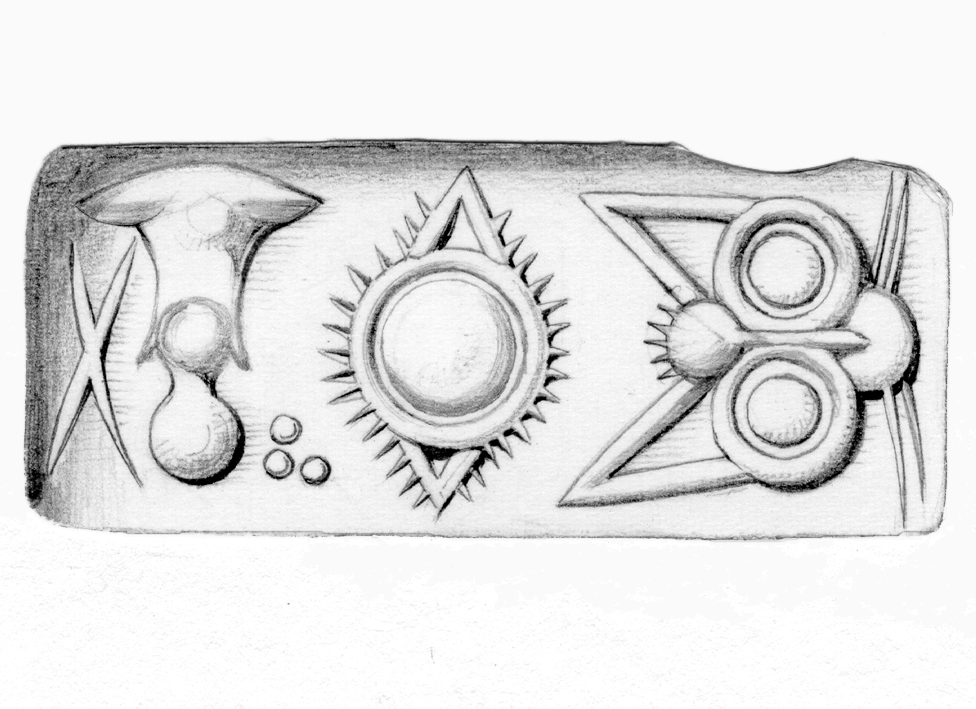
Zeichnung des Siegels
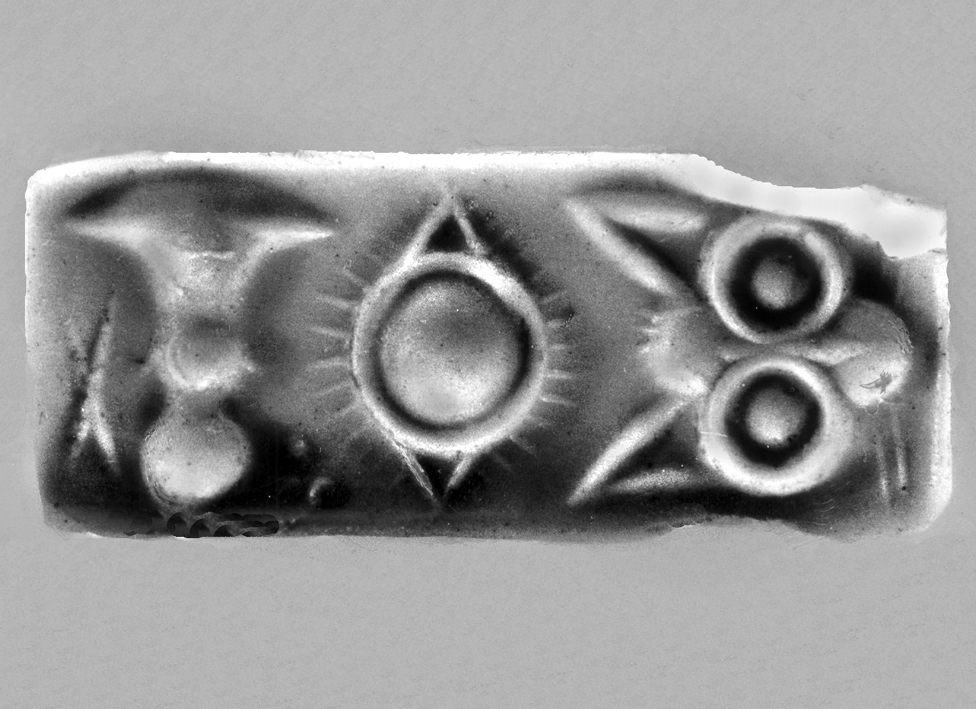
Abdruck des Siegels